# カミーロ (歌手)
カミーロ（1994年3月16日 - ）は、コロンビアの歌手。2007年にタレントショーファクターXSで優勝した後、2008年にデビュー。また、ベッキーGやナッティ・ナターシャの「Sin Pijama」やバッド・バニーの「Si Estuviésemos Juntos」など、他のアーティストのヒット曲の執筆・プロデュースでも知られている。2024年にはジェイコブ・コリアーとの合作「Mi Corazón」が「Djesse vol.4」に収録された。

## 来歴
1994年3月16日、コロンビアのメデジン生まれ。彼の家にはラジオがなかったが、ビートルズ、チャーリー・ガルシア、ファクンド・カブラル、メルセデス・ソーサ、ピンク・フロイドなどのアーティストによるレコードのコレクションを収容した。2007年にソロショーで優勝したカミーロは、シングル「Regalame Tu Corazón」のリリースでキャリアをスタートさせた。彼は2010年のミックステープ「Tráfico de Sentimientos」をリリースし、直後に彼は自分の音楽をリリースすることを決めまた。2018年8月にリリースされた「Vida de Rico」は、翌年3月までにYouTubeで5億1700万回以上再生された。
カミーロは自分自身を「愛を彼の歌の理由として使う正直な歌手」と表現している。彼の音楽は一般的にラテンポップとレゲトンとして特徴付けられている。ビルボードのスゼット・フェルナンデスは、彼の音楽を「都市のビートと融合したロマンチックなポップソング」とレッテルを貼った。彼のボーカルは「明らかに繊細」と言われている。彼はまた、ソーシャルメディア上で彼の陽性のために注目されている。

## ディスコグラフィー
- Por Primera Vez (2020)
- Mis Manos (2021)